# Miasma

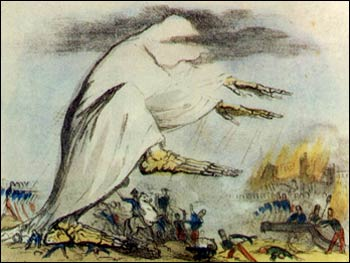
Dieses Bild von 1831 sollte die Ausbreitung der Cholera durch schlechte Luft darstellen

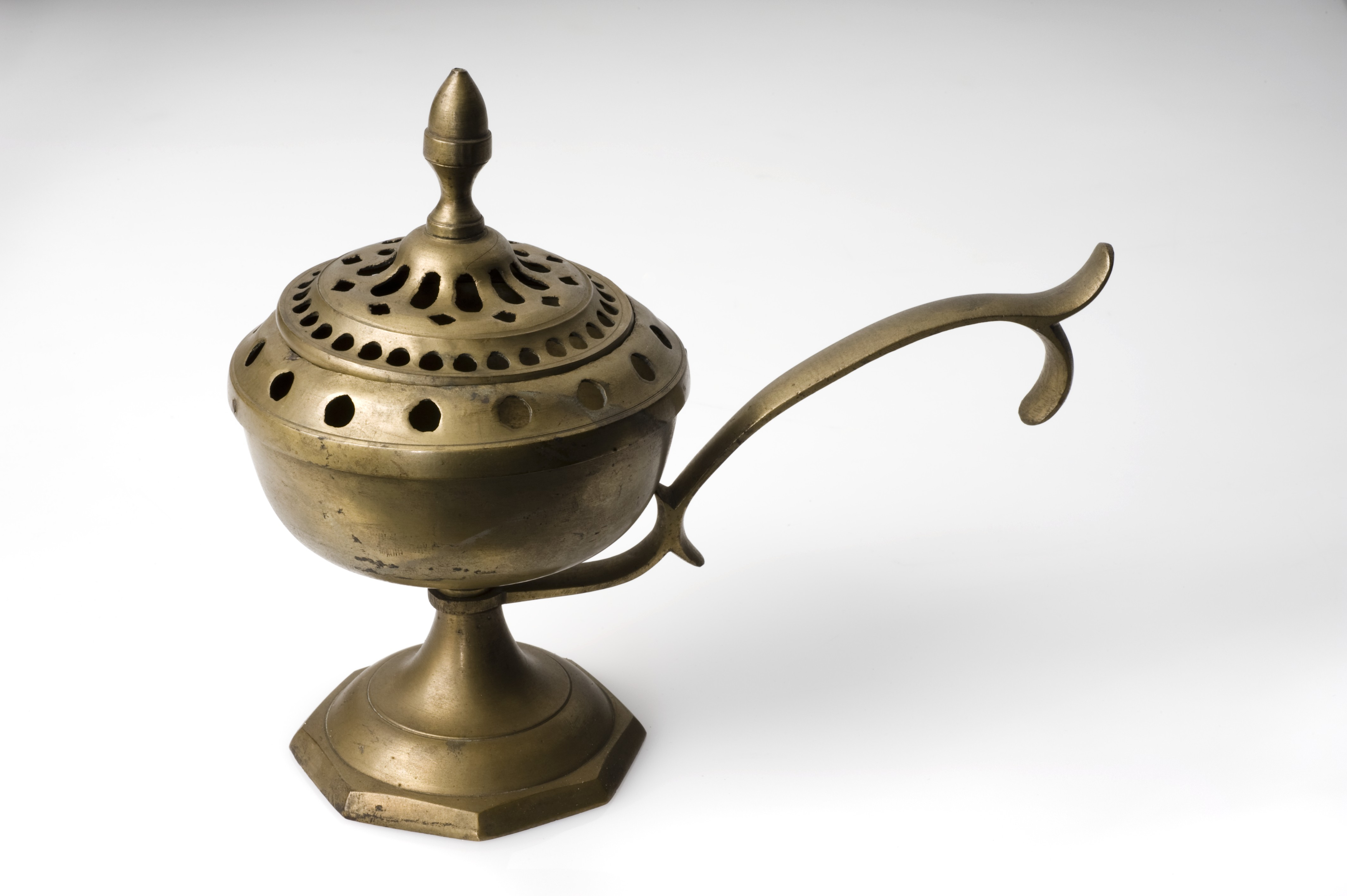
Räucherapparat aus Messing, in dem süßlich duftende Kräuter und Pflanzen verräuchert wurden, um die umgebende Luft von „krankmachenden Dämpfen“ zu reinigen und zu desinfizieren (Spanien, ca. 1801–1900)

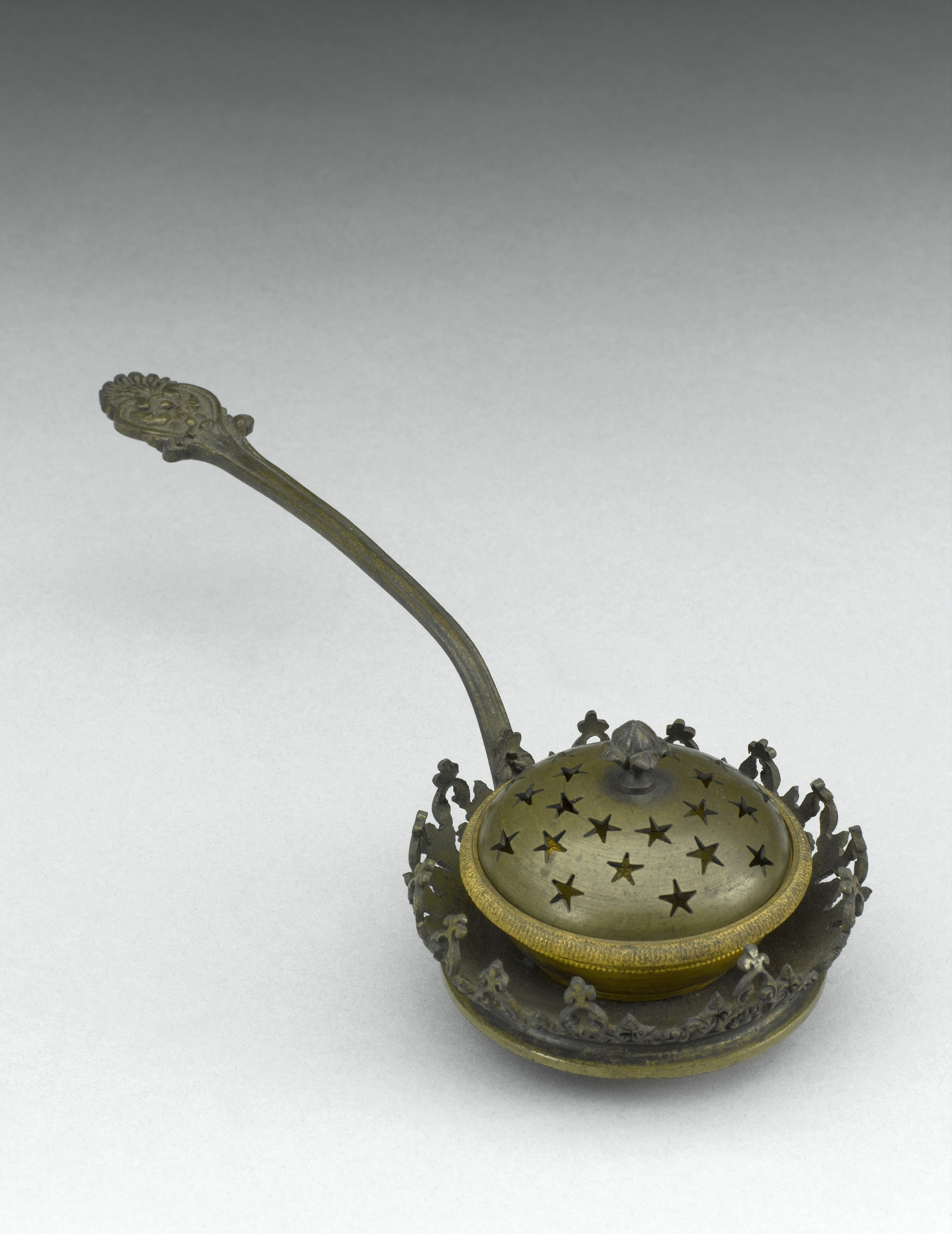
Räucherapparat aus Messing (Frankreich, ca. 1741–1850)

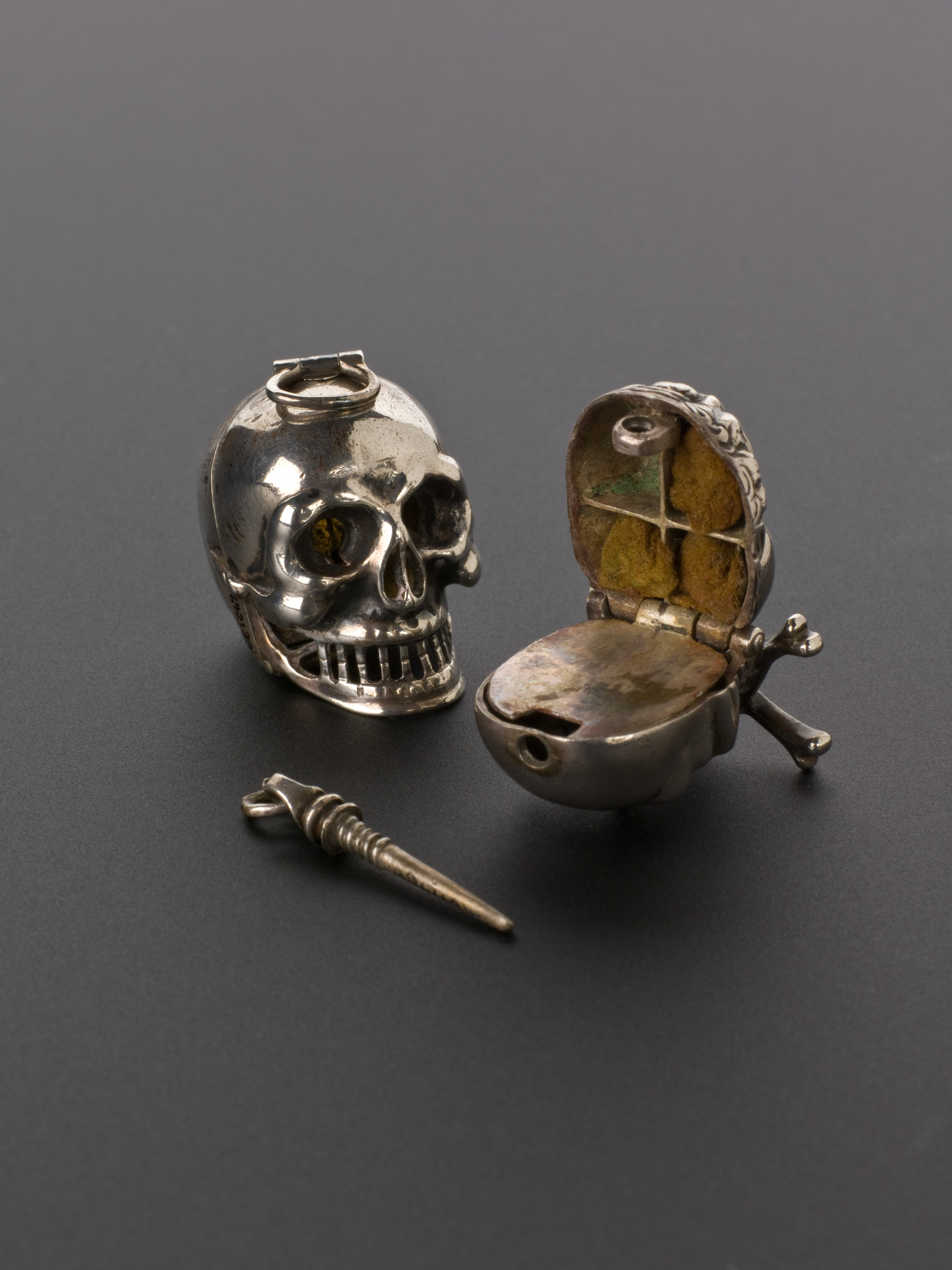
Silberne Vinaigretten, in der sich stark riechender Essig (in Schwämmchen) befand, dessen Ausdünstungen man inhalierte (Europa, ca. 1701–1800)

Miasma (Neutrum; von altgriechisch μίασμα míasma, deutsch ‚Besudelung, Verunreinigung‘) bedeutet so viel wie „übler Dunst, Verunreinigung, Befleckung, Ansteckung“ und bezeichnete vor allem eine „krankheitsverursachende Materie, die durch faulige Prozesse in Luft und Wasser entsteht“. Dabei ist der Bedeutungsumfang dieses Begriffs nicht rein auf den biologisch-medizinischen Effekt der „Krankheitsübertragung“ (miasmatische Infektion) beschränkt, sondern kann auch im übertragenen Sinne auf die geistig-emotionale Ebene angewandt werden.

## Miasma in der klassischen Medizin
Hippokrates von Kos (um 460–375 v. Chr.) gilt als Begründer der Lehre von den Miasmen, der giftigen Ausdünstungen des Bodens, die mit der Luft (vgl. „Malaria“) fortgetragen werden und so zur Weiterverbreitung von Krankheiten beitragen sollten. In seinem Werk Über die Winde prägte er den später auch in das Konzept der Humoralpathologie integrierten Begriff als epidemiologisches Paradigma zur Erklärung der Seuchenentstehung.
Noch im 19. Jahrhundert schrieben Mediziner und Forscher mangels Wissens über Bakterien und Viren Seuchen wie Cholera schlicht übergreifend üblen Gerüchen zu, die über „Miasmen“ verbreitet würden. Diese Theorie erwies sich später als Irrweg der Medizin, obgleich das Modell der Miasmen teils bereits erklärte, woher Seuchen kommen und wie sie sich verbreiten. Die Auseinandersetzung zwischen den Kontagionisten, die eine Ansteckung von Mensch zu Mensch behaupteten, und den Antikontagionisten, den Anhängern der Miasmentheorie, wurde in der Mitte des 19. Jahrhunderts teilweise erbittert geführt.
Die Angst vor Miasmen führte vielerorts bereits im Mittelalter zu quarantäneähnlichen Zuständen, die verhinderten, dass sich z. B. die Pest auch in die letzten Winkel Europas ausbreiten konnte. So wurden die Seuchen-Toten außerhalb der Stadt verscharrt, ihr Hab und Gut verbrannt. Städte isolierten zu Pestzeiten alle Fremden in Quarantäne, Kranke wurden dauerhaft vom Rest der gesunden Bevölkerung isoliert. Gegen den „Pesthauch“ hielt man sich Riechäpfel, Duftschwämme oder Kräuterbeutel vor die Nase. Ab dem 17. Jahrhundert sind Halterungen bekannt, mit denen diese Duftstoffe direkt vor der Nase platziert werden konnten. Der Einsatz der ikonischen Schnabelmaske des Pestdoktors ist aber lediglich für Frankreich und Italien belegt.
Die Schwächen des Modells der Miasmen erkannte man in London, obgleich die notbehelfsmäßigen Regeln zur Handhabung der Miasmen wie Reinlichkeit und Isolierung Epidemien durchaus teilweise eingrenzten.
Unter der Führung von Edwin Chadwick (1800–1890) wurde 1832 als Reaktion auf erste Cholerafälle angeordnet, Abwässer und Verschlammungen aus den stinkenden Londoner Abwasserkanälen in die Themse zu spülen. Da die Unternehmen, die London mit Trinkwasser versorgten, dieses der Themse entnahmen, führte die Maßnahme zur Verseuchung des Trinkwassers und einer Choleraepidemie mit 14.000 Toten.
Joseph Griffiths Swayne (1819–1903), Frederick Brittan und William Budd (1811–1880) untersuchten Abwasser und fanden kommaförmige Mikroorganismen. 1849 legten John Snow und William Budd eine Abhandlung vor, in der sie die Auffassung vertraten, dass Cholera von lebenden Organismen im Trinkwasser hervorgerufen würde.
1854 reichten John Snow und Arthur Hill Hassall dem „Medical Council of the General Board of Health“ erneut eine Abhandlung ein, in der sie die Auffassung vertraten, dass Cholera von lebenden Organismen im Trinkwasser hervorgerufen würde. Sie unterstützen Filippo Pacini (siehe unten) dahingehend, dass es sich beim Agens der Cholera um einen Mikroorganismus handeln müsse. So belegten sie diese Hypothese mit einem Vergleich der Todesraten in zwei Londoner Bezirken, deren Wasser von zwei verschiedenen Unternehmen geliefert wurde. 1854 konnte Snow anhand des Choleraausbruchs in Soho nachweisen, dass das Wasser einer einzigen öffentlichen Pumpe für fast alle Erkrankungen verantwortlich war. Die Pumpe wurde geschlossen, der Ausbruch war eingedämmt (siehe auch: Londoner Abwassersystem).
Trotz dieser Erkenntnis war die Miasmentheorie noch bis circa 1860 weit verbreitet. So wurde auch die Entdeckung des Cholera-Bakteriums im Jahre 1854 durch den Italiener Filippo Pacini von den medizinischen Fachkreisen vielfach ignoriert, bis Robert Koch mit Bernhard Fischer und Georg Gaffky den Zusammenhang zwischen Bakterium und Krankheit überzeugend nachwies.
Kurioserweise gelang auch unter dem Paradigma der Miasmentheorie, ohne Übernahme der Bakteriologie, schon vereinzelt eine effektive Bekämpfung der Cholera. Der Chemiker und Hygieniker Max von Pettenkofer, der das Hippokratische Miasmen-Modell zu einer Theorie entwickelte, die von einem gasförmigen Ansteckungsstoff des Bodens (miasma contagiatum) ausging und unter der Annahme eines den Boden verunreinigenden „Faktors X“ eine aufwändige Sanierung des Münchener Abwassersystems veranlasst hatte, konnte bei der weltweiten Choleraepidemie von 1892 (Pandemie), die auch Deutschland erreichte und in Hamburg mehr als 8000 Todesopfer forderte, einen Ausbruch der Krankheit in München – trotz der von auswärts zum Oktoberfest angereisten Menschenmassen – erfolgreich verhindern.
Auf ähnliche Weise schienen auch Trockenlegungen von Sümpfen in tropischen Zonen die für Malaria (von mal’aria, „schlechte Luft“) und Gelbfieber verantwortlichen Miasmen zu beseitigen – tatsächlich wurde den keimübertragenden Mücken dadurch die Brutgelegenheit entzogen.